# Gmina Biecz
Die Gmina Biecz (['bʲɛt͡ʂ] ) ist eine Stadt-und-Land-Gemeinde im Powiat Gorlicki der Woiwodschaft Kleinpolen in Polen. Ihr Sitz ist die gleichnamige Stadt mit etwa 4600 Einwohnern.

## Geographie

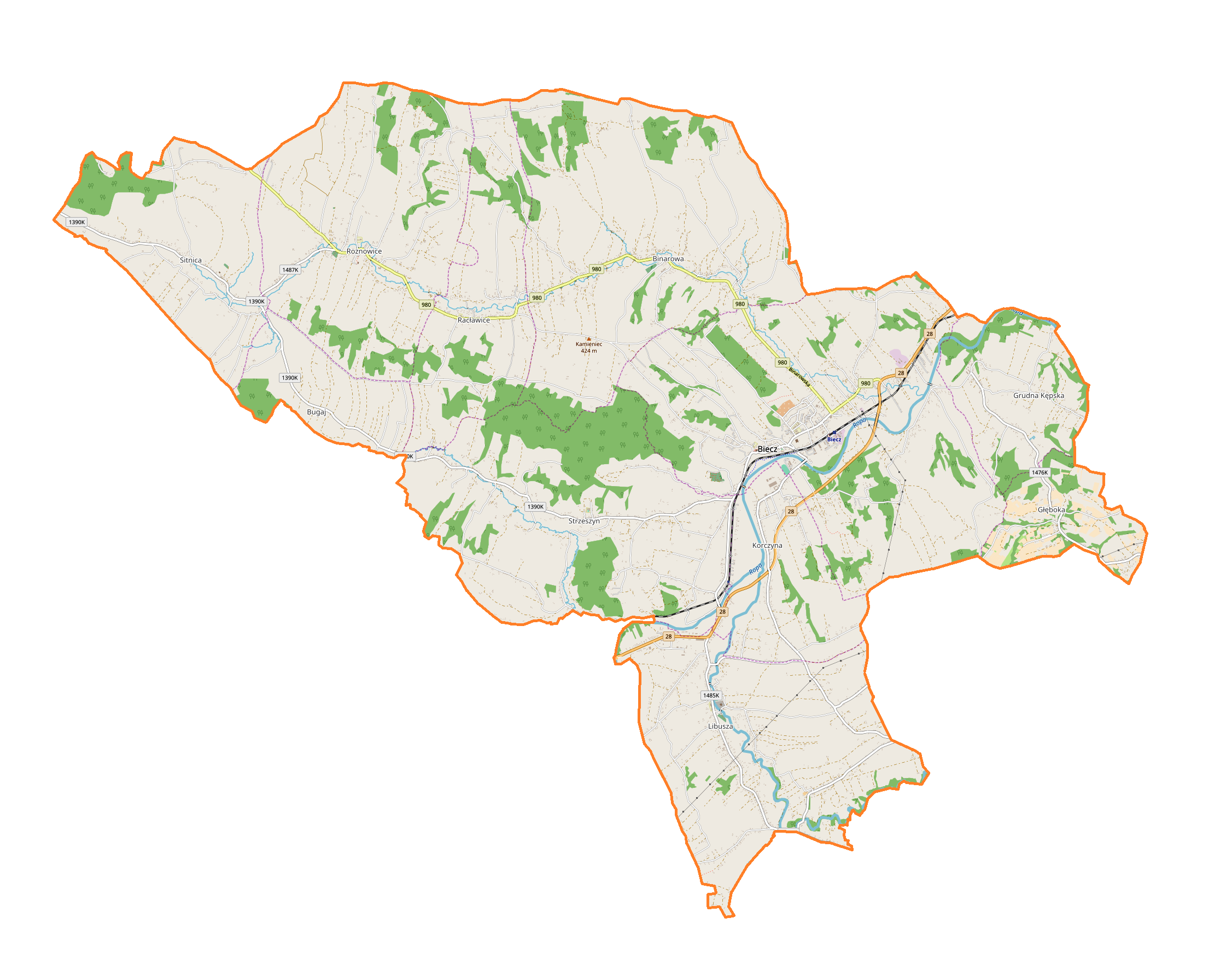
Karte der Gemeinde

Die Gemeinde liegt im Norden des Powiats etwa 30 km westlich von Krosno und 100 km östlich von Krakau. Zu den Gewässern gehört die Ropa. Nachbargemeinden sind Gorlice, Lipinki, Moszczenica, Rzepiennik Strzyżewski, Skołyszyn und Szerzyny.
Die Gemeinde hat eine Flächenausdehnung von 99,3 km², davon werden 75 Prozent land- und 14 Prozent forstwirtschaftlich genutzt.

## Geschichte
Von 1975 bis 1998 gehörte die Gemeinde zur Woiwodschaft Krosno.

## Gliederung
Zu der Stadt-und-Land-Gemeinde (gmina miejsko-wiejska) Biecz gehören neben der namensgebenden Stadt die folgenden zehn Dörfer mit Schulzenämtern (sołectwa):
Binarowa, Bugaj, Głęboka, Grudna Kępska, Korczyna, Libusza, Racławice, Rożnowice, Sitnica und Strzeszyn.

## Bildung
Die Gemeinde verfügt über elf Grundschulen, sechs Mittelschulen sowie zwei Schulzentren mit Grund- und Mittelschule.

## Sehenswürdigkeiten
Die Stadt Biecz ist reich an Kulturdenkmalen. Das ehemals von einer Stadtmauer umgebene Zentrum steht unter Denkmalschutz. Die wertvolle historische Holzkirche in Libusza von 1513 brannte im Februar 1986 ab. Sie wurde wieder aufgebaut und wurde im Februar 2016 erneut ein Raub der Flammen. In der Gemeinde stehen unter Schutz:
- Holzkirche in Binarowa, aus dem 16. Jahrhundert mit einem Glockenträger (19. Jh.)
- Holzkirche in Rożnowice von 1756 mit einem mehrfach abgestuften Turm

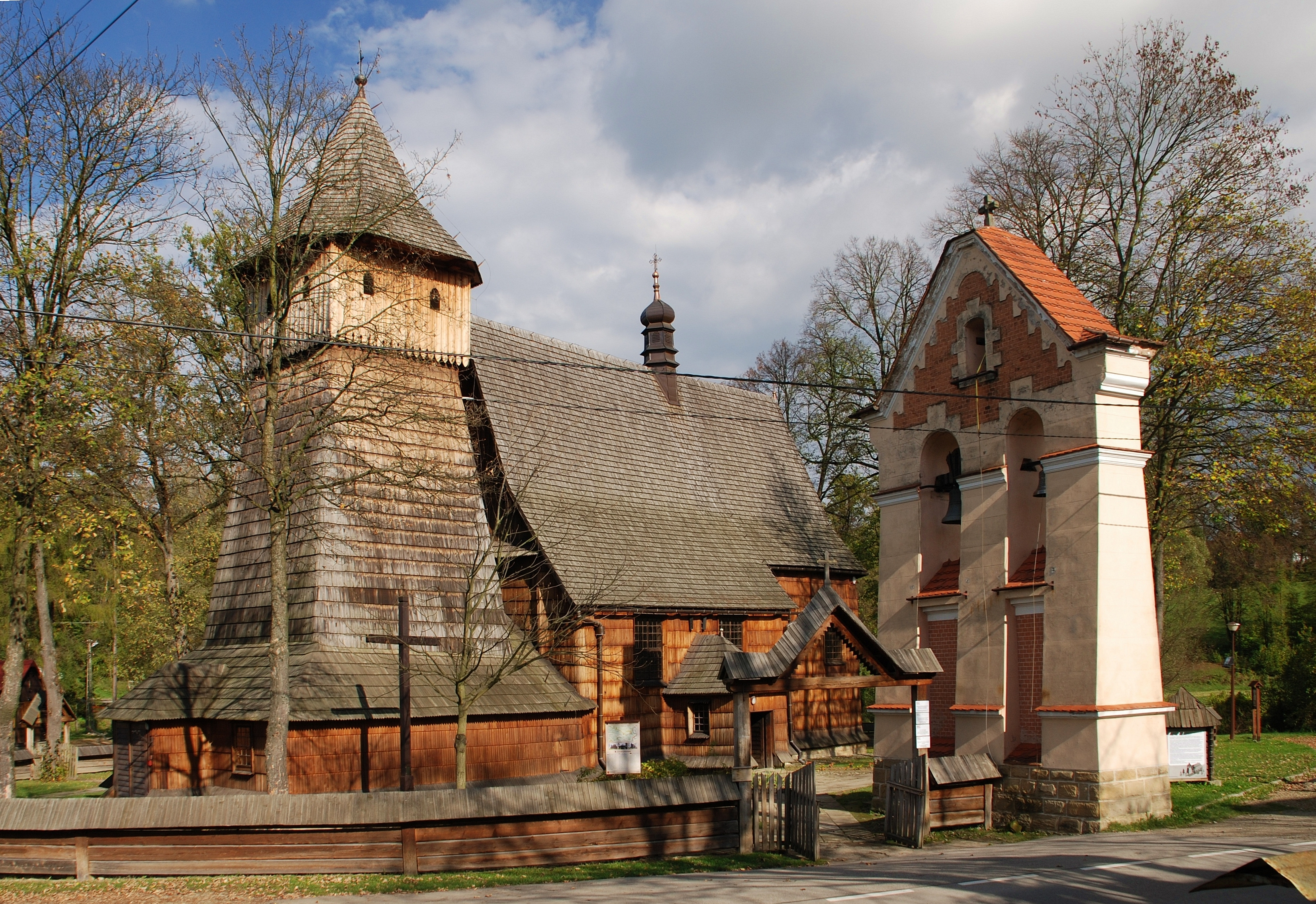
Holzkirche in Binarowa
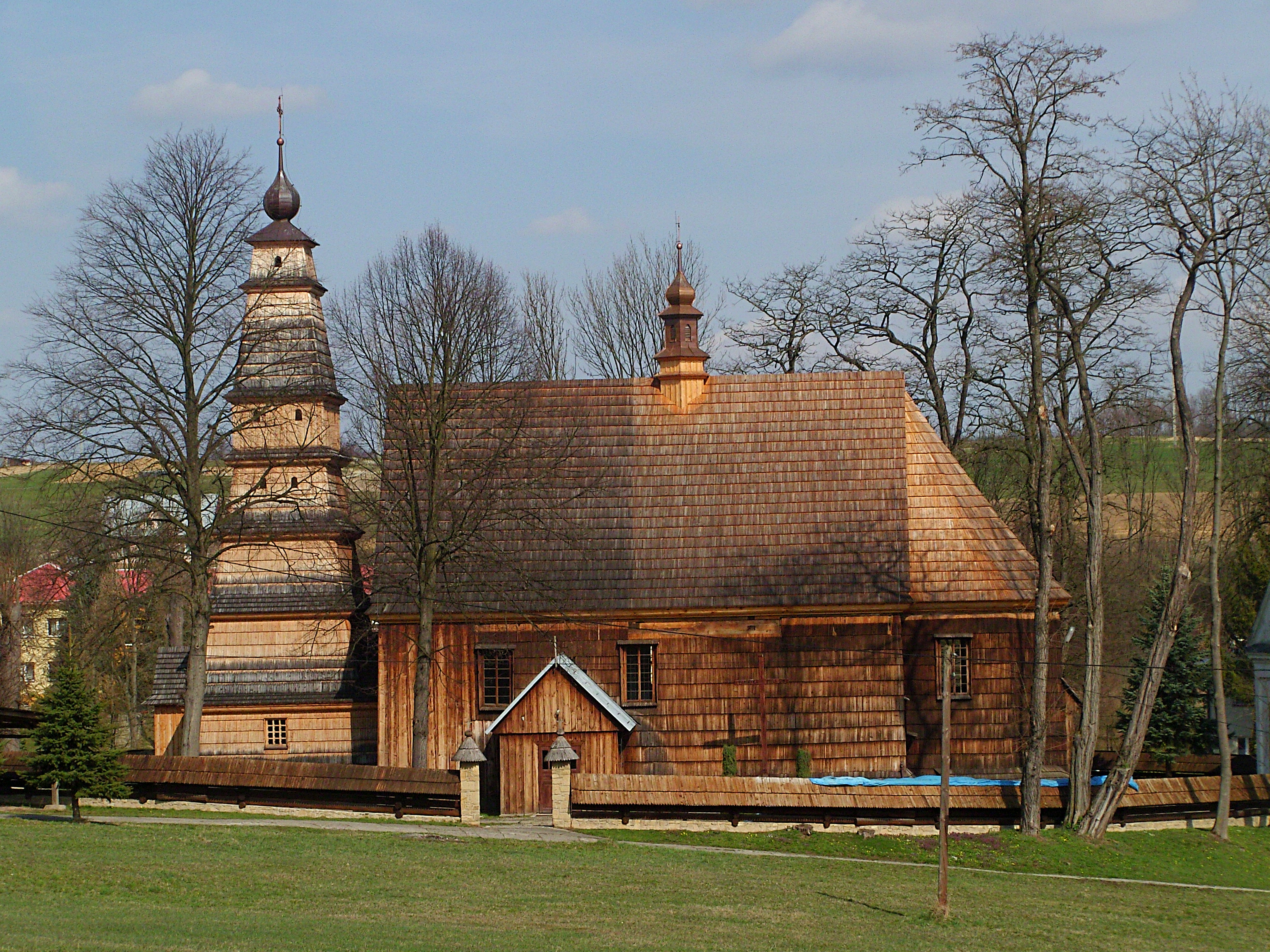
Holzkirche in Rożnowice
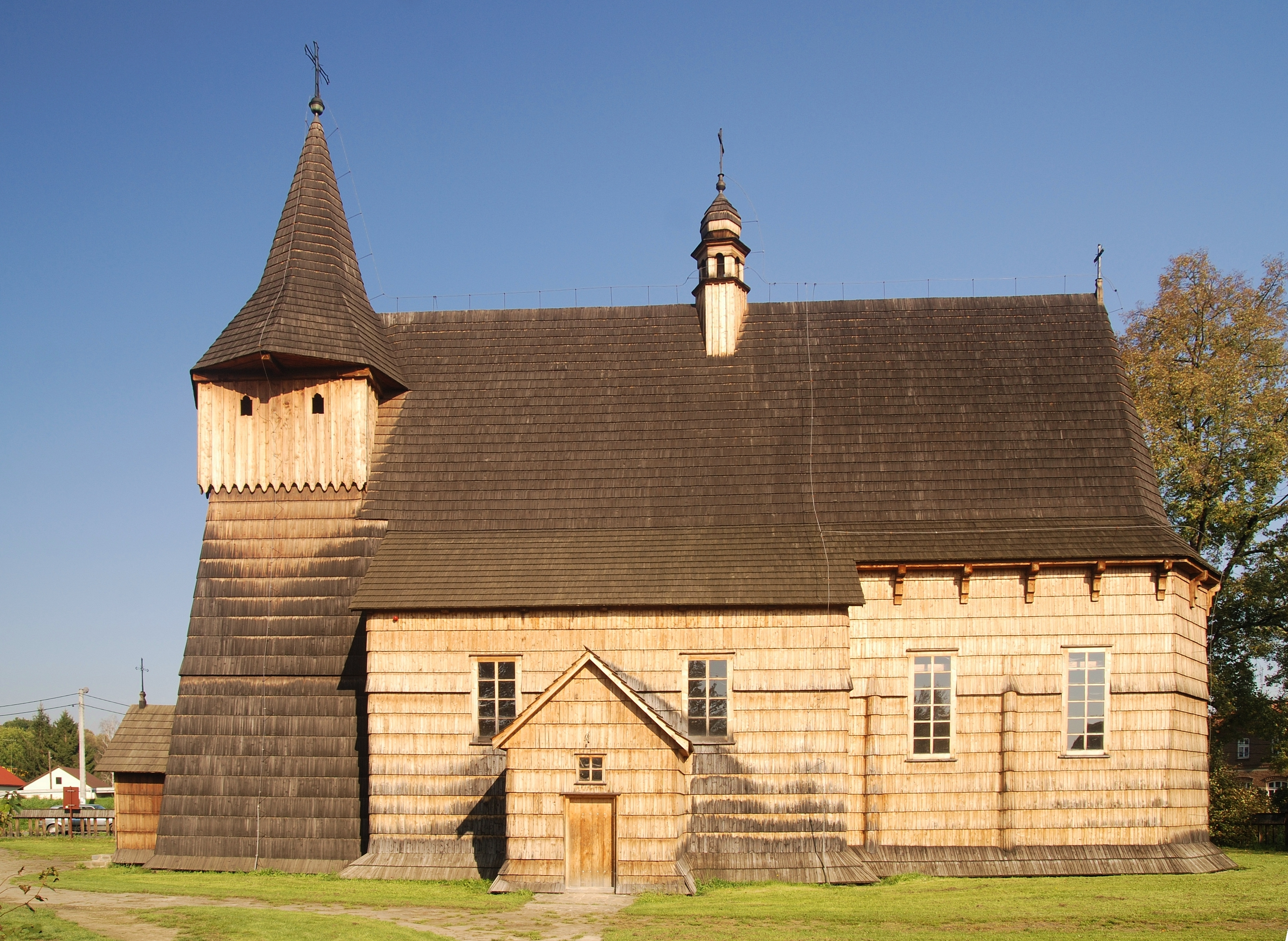
Holzkirche in Libusza (2014)
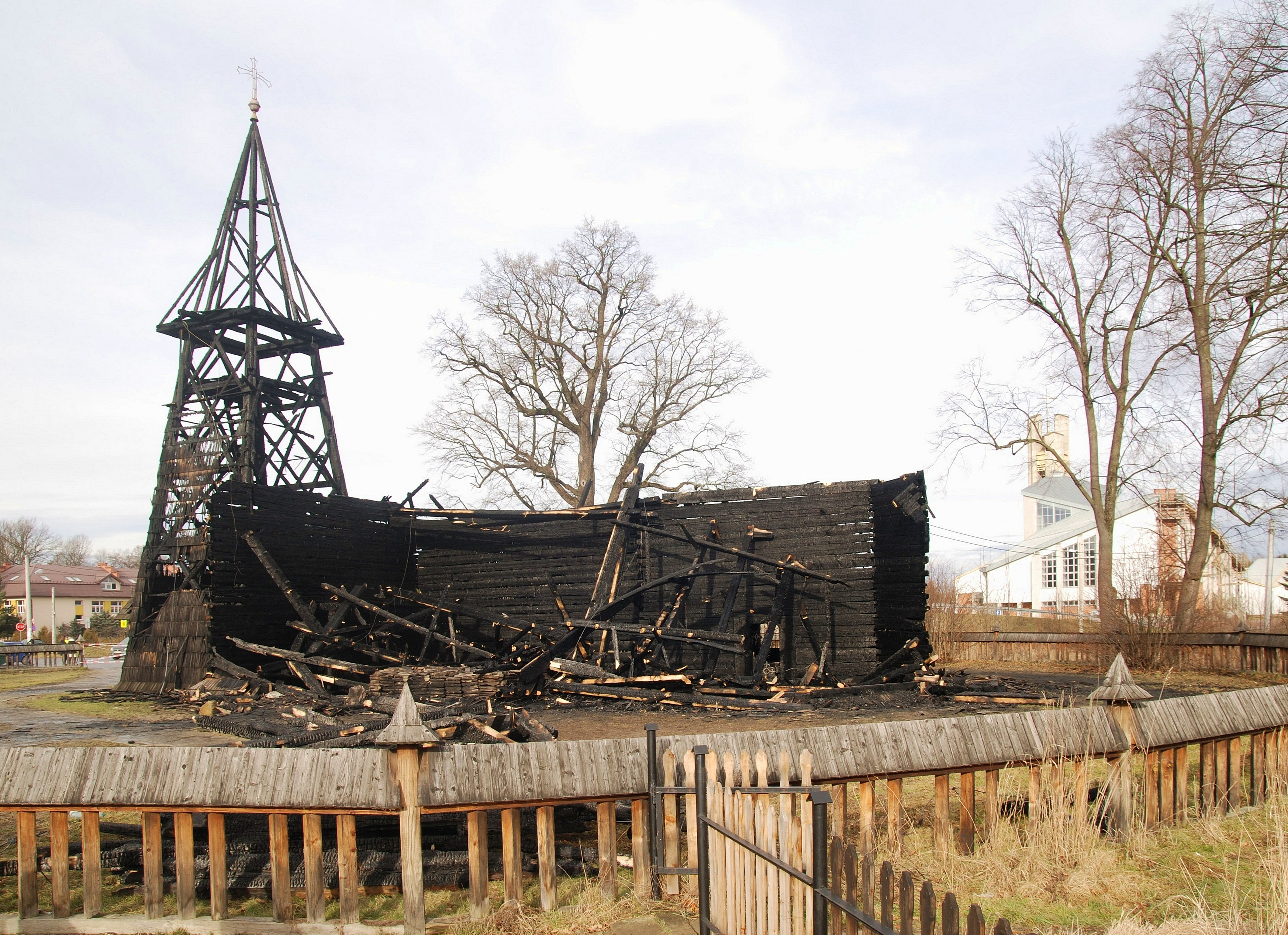
Holzkirche in Libusza (2016)